# لارنس آر. هاروی
لارنس آر. هاروی (انگلیسی: Laurence R. Harvey؛ زادهٔ ۱۷ ژوئیهٔ ۱۹۷۰) هنرپیشه اهل انگلستان است. وی از سال ۲۰۱۰ میلادی تاکنون مشغول فعالیت بوده‌است.
از فیلم‌ها یا برنامه‌های تلویزیونی که وی در آن نقش داشته‌است می‌توان به هزارپای انسانی ۲، هزارپای انسانی ۳ اشاره کرد.